# Антіохова війна
Сирі́йська війна́ (192 до н.е. — 188 до н.е.), також відома як Антіохова війна або Римсько-селевкідська війна, була військовим конфліктом між двома коаліціями, очолюваними Римською республікою і Імперією Селевкідів на чолі з царем Антіохом III Великим. Бойові дії відбувалися в Греції, Егейському морі та Малій Азії.

## Причини і початок війни
Під час розгрому Македонії у Другій Македонській війні союзник Філіппа Македонського Антіох III вів успішну боротьбу в Сирії, погромив єгипетські війська й посунув свої кордони аж до Червоного моря, але не поспішав допомогти своєму «союзникові» Філіппу.
Тоді як Філіпп вів вперту боротьбу з римлянами, Антіох, відправивши сухопутні сили до Сарди, за допомогою флоту захоплював приморські міста Кілікії, Лікії і Карії, що належали Птолемеям. Ці дії Антіоха змусили римлян після перемоги при Кіноскефалах (197 р.) поспішити з укладенням мирної угоди з Філіппом.
Свої здобутки Антіох закріпив тим, що віддав свою доньку за молодого єгипетського царя Птолемея Епіфана. Потім у спілці з другим зятем, царем Каппадокії Аріаратом, побільшив свої землі в Малій Азії. Тільки тоді Антіох наважився втрутитися у грецькі справи.

Греція напередодні Другої Македонської війни (200 рік до н. е.)

На боці Антіоха стали зараз Етолійський союз, невдоволений політикою римлян, та деякі менші міста. Здавалося, що вибухне загальне повстання, й система рівноваги, встановлена Римом, захитається. Антіох перевіз своє військо до Греції й почав посуватися на захід до Адріатичного моря. Закріпившись в Ефесі, він почав підпорядковувати міста, тільки що «звільнені» римлянами з-під влади Македонії в Малій Азії і Фракії. Передбачаючи неминучість війни з римлянами, він зміцнив свої стосунки з сусідами, уклав союз з галатами і розіслав послів для переговорів з грецькими державами. Антіох розраховував створити широку антиримську коаліцію. У цих планах його підтримував Ганнібал, який був вимушений втекти з Карфагена до Сирії, щоб не потрапити до рук римлян.

Римляни розцінили це як казус беллі й оголосили сирійському цареві війну в 192 р. Рим проявив ще більшу дипломатичну активність, прагнучи перетягнути на свою сторону всіх можливих союзників Антіоха. Це йому в значній мірі удалося. Населення грецьких полісів розділилось на два ворожі табори. Тіт Лівій писав: 
«Знатні, і всі взагалі добромисні стоять за союз з римлянами і задоволені поточним положенням, а натовп і ті, чиї статки не відповідають їхнім бажанням, хочуть загального перевороту».
Оскільки влада в більшості грецьких держав знаходилася в руках олігархічних проримських угрупувань, Антіоху удалося привабити на свою сторону лише Етолію та Беотійський союз. Подальший перебіг подій залежав від того, як до війни поставиться Македонія. Але Македонія, що ще не оправилася після поразки в війні з Римом, виступила проти свого колишнього союзника, направивши свої війська проти етолійців.

## Хід війни

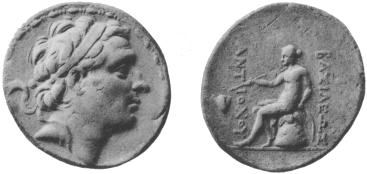
Срібна монета Антіоха III

Філіпп не міг дарувати Антіохові, що він раніше не допоміг йому проти римлян, і тепер став на бік Риму. Така позиція македонського царя суттєво погіршила позиції Антіоха, котрий продовжував перебувати на Балканах лише з невеликими силами та спромігся підкорити чи розграбувати лише кілька районів у Фессалії та Акарнанії. Римські війська висадились на Балканах у 191 р. до н.е. в першій же великій битві у Фермопільському проході наголову розбили сирійського царя. Сам Антіох з незначним загоном втік до Ефеса. Він спробував укріпити Лісімахію і Херсонес, щоб не допустити переправи римлян через Геллеспонт.
Хоча Антіох покинув Грецію, римляни вирішили переслідувати його. Римський флот з'явився вперше в Егейському морі й у двох битвах недалеко від Хіоса погромив сирійські кораблі. Одночасно римські легіони пройшли важку дорогу через Македонію і Фракію, переправилися через Геллеспонт і ввійшли до Малої Азії. Формальний провід над військом мав консул Луцій Корнелій Сципіон Азіатік, але насправді початковим вождем був його брат Публій Корнелій Сципіон Африканський — переможець Ганнібала. Сенат розумів вагу цього походу й вислав до Азії найкращого свого полководця.
Після поразки сирійського флоту при Міонессі Антіох покинув Фракію і відступив в глиб Малої Азії. Вирішальна битва між Антіохом і римлянами сталася під Магнізією наприкінці 190 року. Незважаючи на свою чисельну перевагу, армія Антіоха знову зазнала жорстокої поразки. Кіннота союзника Рима пергамського царя Евмена II вдарила на ліве крило Антіоха, розбила його і ззаду вдарила на центр сирійської армії, де стояла важка піхота. Хоч в іншому місці Антіох переміг, але остаточно бій покінчився розгромом його армії. Його втрати нараховували до 50 тисяч людей.

## Мирна угода та її наслідки

Територіальні здобутки Пергамського царства внаслідок перемоги над Антіохом

Перший виступ римлян в Азії, що закінчився такою чудовою перемогою, справив незвичайне враження в Азії. Відразу поширилася віра, що римські легіони є непереможні. Антіох мусив прийняти всі умови, які Рим йому поставив. Антіох у 188 р. уклав мир з Римом на умовах, продиктованих римським командуванням в особі консула Люція Корнелія Сципіона. Одночасно капітулювали і союзні Антіоху етолійці. За мирним договором з Римом Антіох був зобов'язаний відмовитися від всіх своїх володінь в Європі та в Азії на північ від Тавра, повернути військовополонених, передати всіх слонів і флот (за винятком 10 кораблів, при цьому сирійському флоту не вільно було подорожувати далі, як до мису Сарпедон у Кілікії), сплатити римлянам і Пергаму 15000 срібних талантів контрибуції і видати римлянам Ганнібала. Щоб уникнути цієї долі, Ганнібал втік на Крит, потім у Віфінію і тут прийняв отруту. Територія, що відняла у Антіоха, була передана частково Пергаму, частково Родосу; деякі міста були оголошені вільними.
Поразка Антіоха III і перемога Риму похитнули престиж держави Селевкідів. Від нього відпали Вірменія і Софена; повидимому, почалися хвилювання і в східних сатрапіях. Антіох III зробив новий похід на схід для того, щоб зміцнити свою владу і добути засоби для сплати контрибуції римлянам. При спробі оволодіти скарбами храму Бела в Елімаїді він був убитий.
Поразка Антіоха у війні з Римом внесло значні зміни і в політичну обстановку в Східному Середземномор'ї. Римляни ще не володіли достатніми силами, щоб закріпити за собою території, що відняли у Антіоха, і передали їх Родосу і Пергаму — державам, які підтримували Рим в другій Македонській війні і у війні з Антіохом. Завдяки цьому дипломатичному маневру римляни придбали в особі панівних класів Родоса і Пергама міцну політичну опору для свого подальшого проникнення на схід. Найбільше виграв від війни пергамський цар Євмен, що допоміг римлянам своїм військом. Його держава, що простягалася по обох сторонах Геллеспонту, мала стояти на сторожі римських інтересів в Азії, так, як Нумідія в Африці.
Після поразки царства Селевкідів в Східному Середземномор'ї аж до Мітрідатових воєн не було держави, здатної власними силами дати відсіч агресивній політиці Риму. Об'єднанню ж східносередземноморських держав для боротьби проти Риму заважало їх давнішнє економічне і політичне суперництво.
Щоб забезпечити порядок у Малій Азії, консул Гней Манлій Вульсон в 189 р. вирушив у похід проти галатів — кельтського племені, що перед століттям осіло на Анатолійському нагір'ї та розбійницькими нападами непокоїло всіх сусідів. Римські вояки нещадно сплюндрували всю країну й остаточно присилували галатів до миру.

### Антична література
- Livy, translated by Henry Bettison, (1976). Rome and the Mediterranean. London: Penguin Classics. ISBN 0-14-044318-5.
- Polybius, translated by Frank W. Walbank, (1979). The Rise of the Roman Empire. New York: Penguin Classics. ISBN 0-14-044362-2.